# Polabí u Kostelce
Přírodní památka Polabí u Kostelce leží na pravém břehu řeky Labe, nedaleko obcí Kostelec nad Labem, Tišice, Křenek a Záryby na území okresů Mělník a Praha-východ ve Středočeském kraji. Památka byla vyhlášena v roce 2014. Skládá se ze třech oddělených částí: meandr u Kozel, meandr Obora a Zárybsko.

## Předmět ochrany
Předmětem ochrany je nadprůměrně zachovalá říční niva velkého toku s charakteristickou mozaikou lužních lesů, luk, vodních ploch a mokřadů s výskytem řady vzácných druhů rostlin a živočichů.

## Galerie

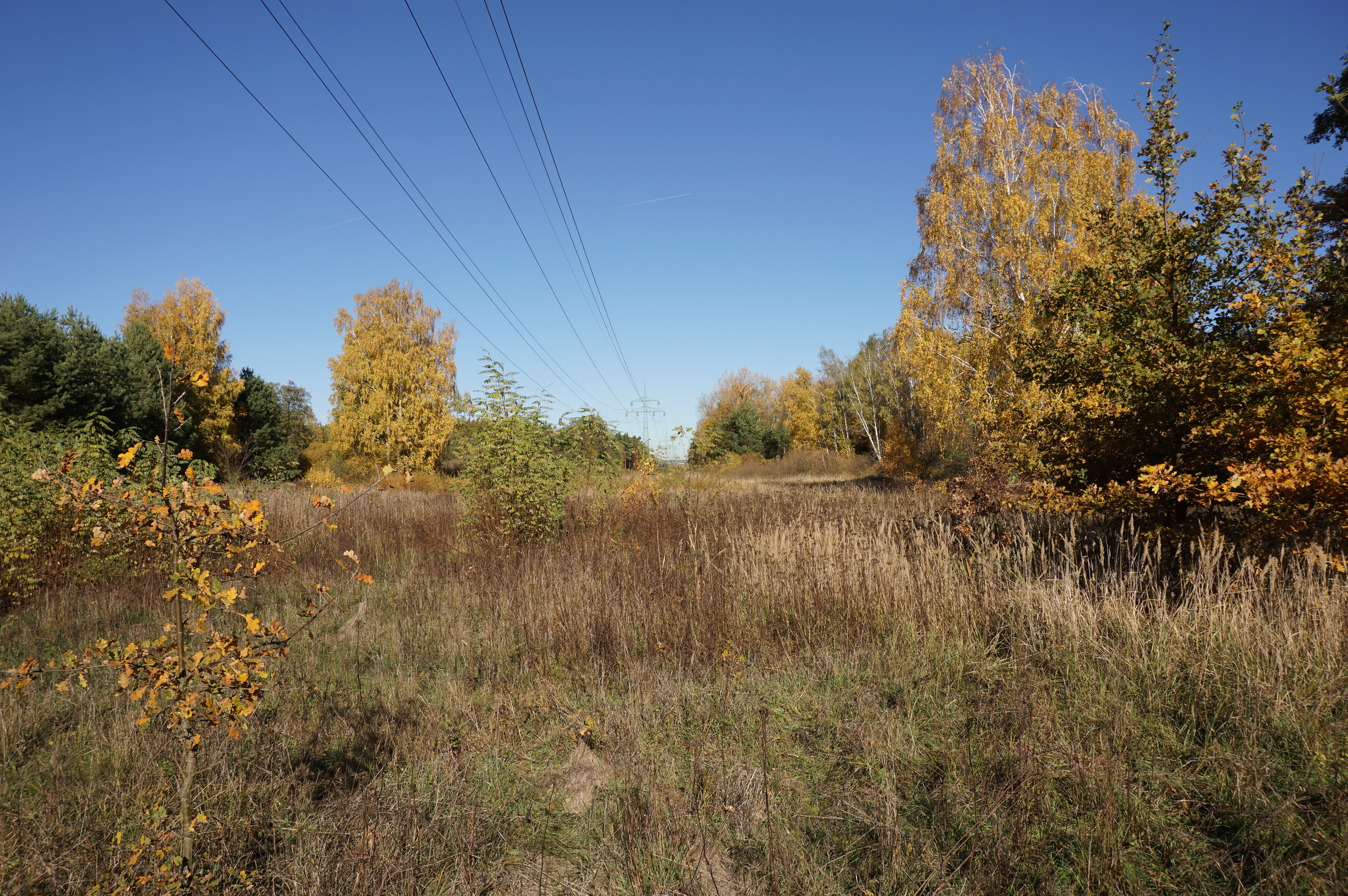
Meandr u Kozel
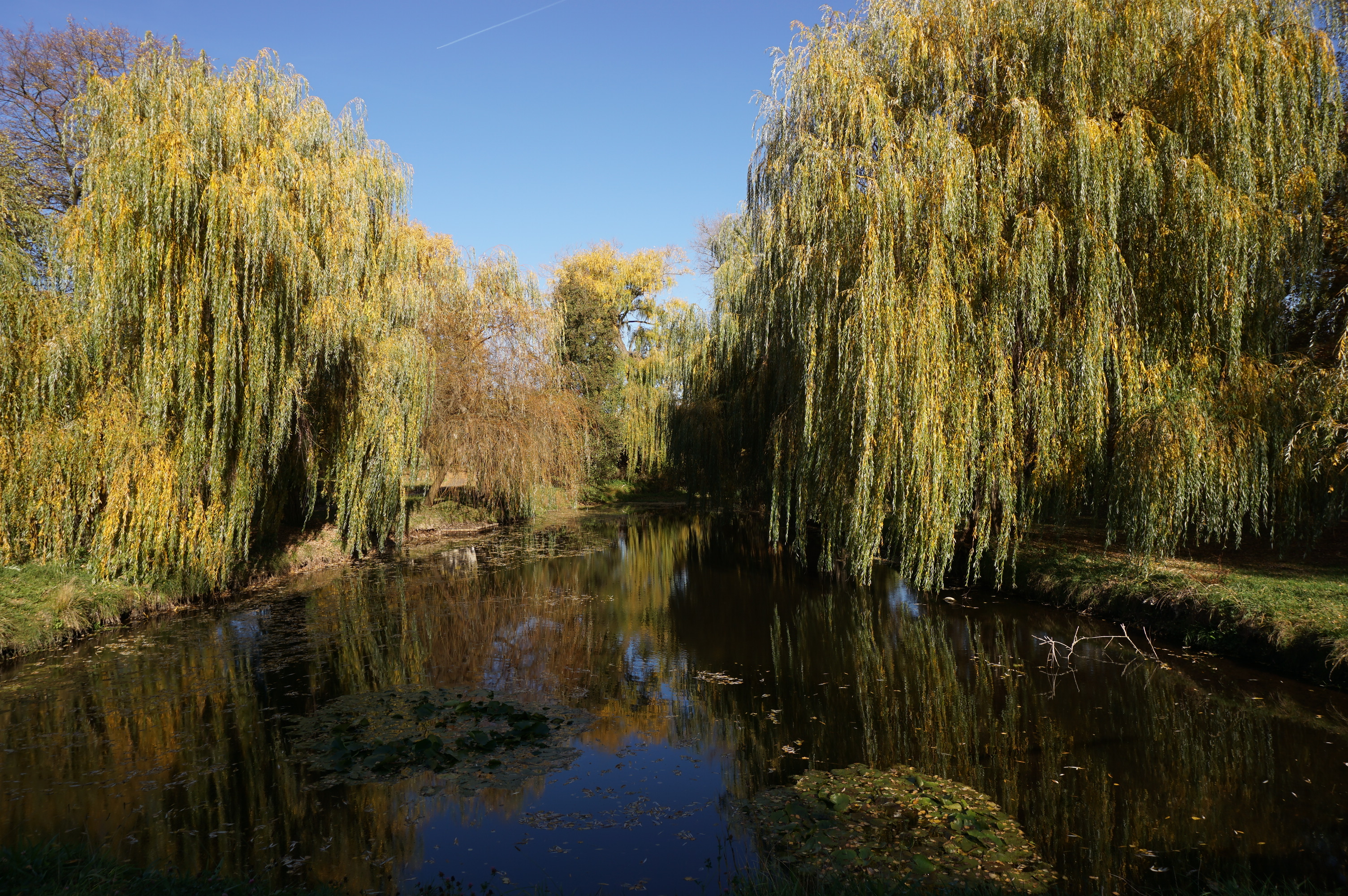
Meandr u Kozel, Kozelská tůň
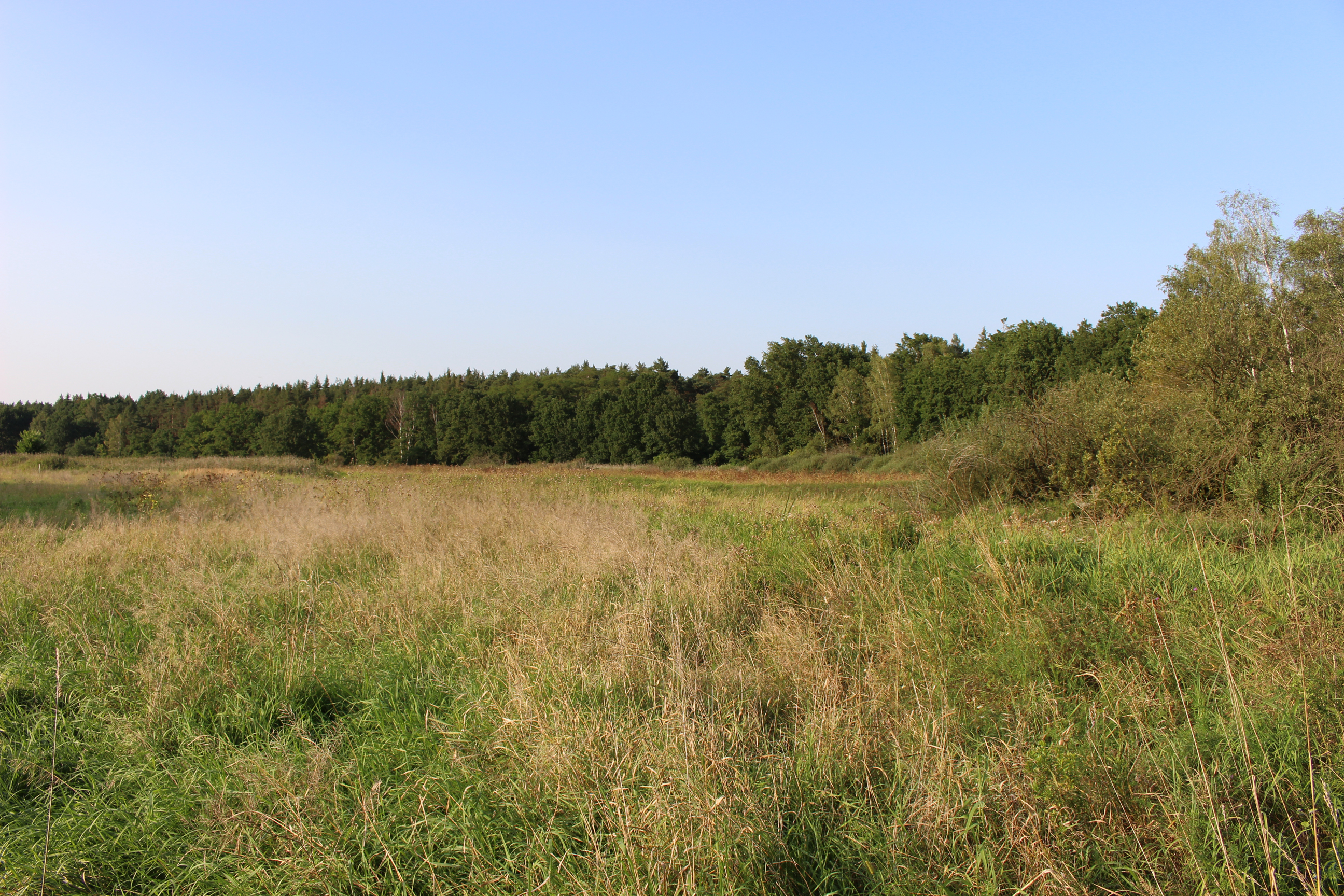
Meandr Obora
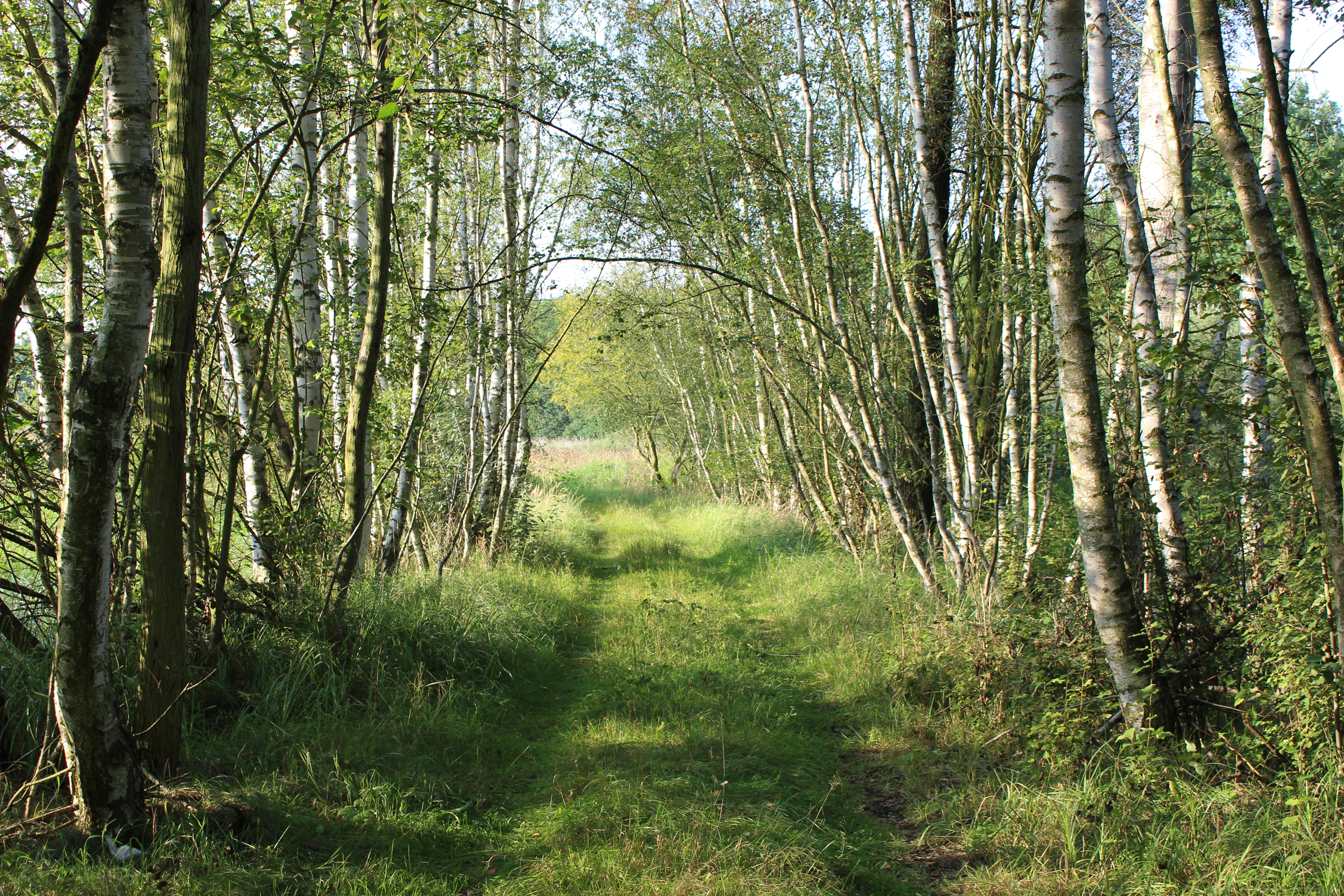
Meandr Obora
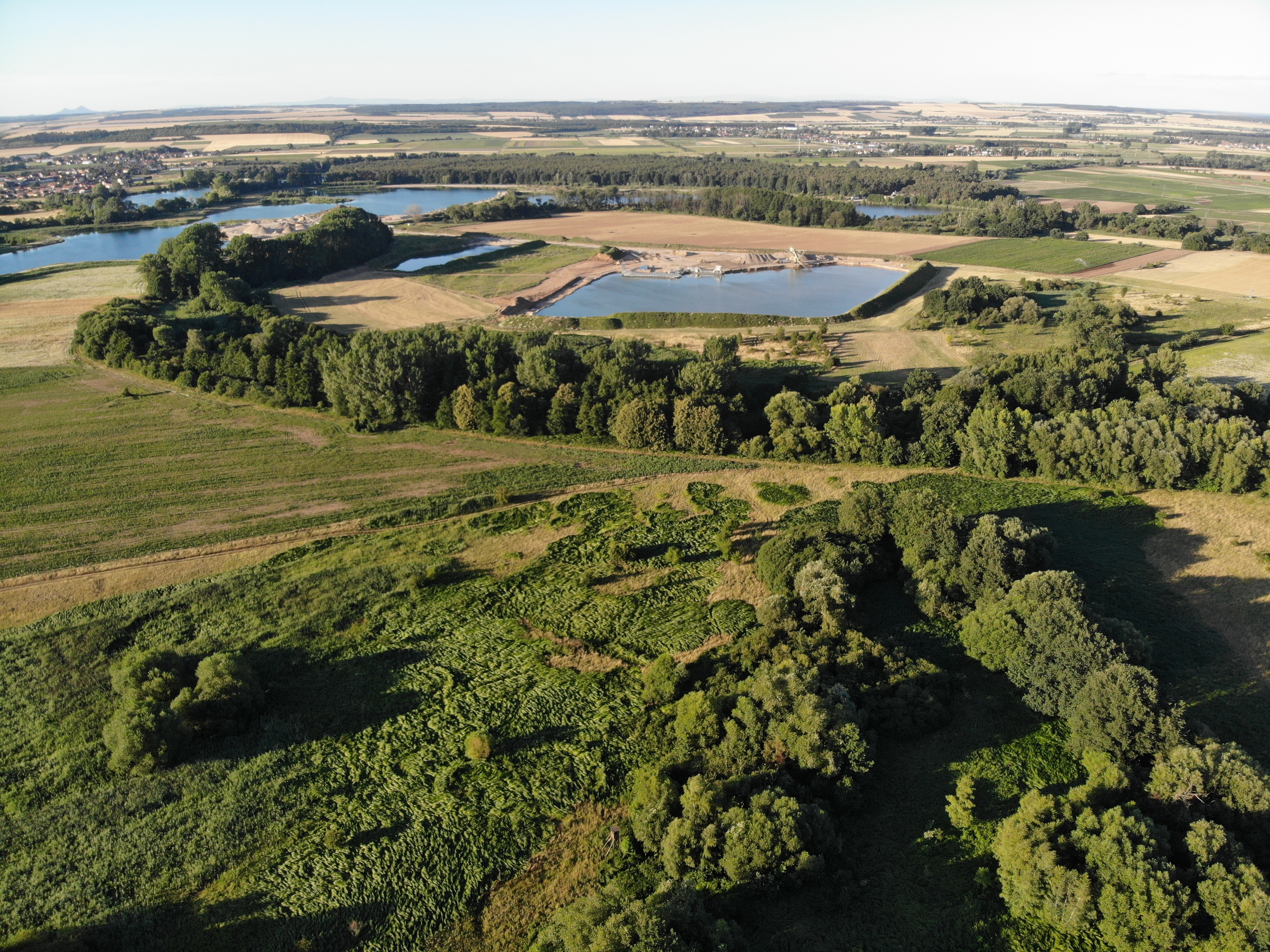
Zárybsko
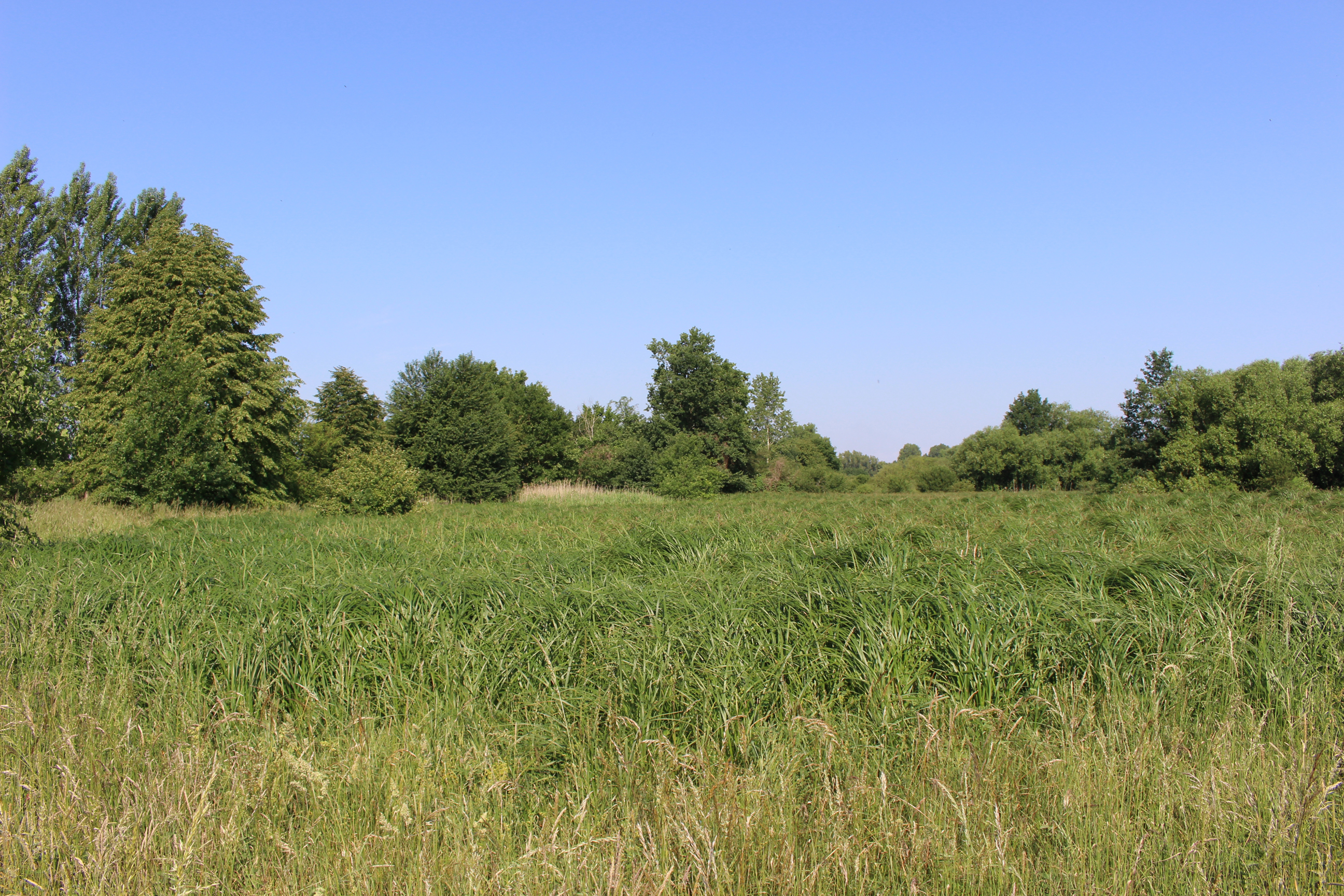
Zárybsko